# Nesselröden
Nesselröden is een dorp in de Duitse gemeente Duderstadt in de deelstaat Nedersaksen. In 1973 werd het dorp bij Duderstadt gevoegd. Het ligt ongeveer 6,5 km ten zuidwesten van het centrum van Duderstadt.
Nesselröden wordt voor het eerst vermeld in een oorkonde uit 1190.  Het dorp was een van de Raadsdorpen van Duderstadt en kende van de 15e tot in de 19e eeuw veel ellende door oorlogsgeweld, ziekten, overstromingen van de door Nesselröden stromende beek en andere rampen. Ook moesten veel boeren in het dorp tienden aan de stad (in natura, te weten in graan) afdragen, en hand-en-spandiensten verrichten, zodat dezen de facto horigen van het stadsbestuur waren. Aan deze misstanden kwam in de 19e eeuw een einde. De aan Sint Joris gewijde rooms-katholieke dorpskerk dateert uit 1853. De kerktoren is een restant van de eerdere kerk die werd gebouwd in 1710.